# Јасеница (Ваљево)
Јасеница је насељено место града Ваљева у Колубарском округу. Према попису из 2022. било је 415 становника.

## Демографија
У насељу Јасеница живи 352 пунолетна становника, а просечна старост становништва износи 43,3 година (40,7 код мушкараца и 46,1 код жена). У насељу има 142 домаћинства, а просечан број чланова по домаћинству је 3,00.
Ово насеље је великим делом насељено Србима (према попису из 2002. године), а у последња три пописа, примећен је пораст у броју становника.
|  |

| Демографија | Демографија | Демографија |
| Година      | Становника  | Становника  |
| ----------- | ----------- | ----------- |
| 1948.       | 468         |             |
| 1953.       | 470         |             |
| 1961.       | 411         |             |
| 1971.       | 382         |             |
| 1981.       | 366         |             |
| 1991.       | 407         | 396         |
| 2002.       | 427         | 429         |

| Етнички састав према попису из 2002.‍ | Етнички састав према попису из 2002.‍ | Етнички састав према попису из 2002.‍ | Етнички састав према попису из 2002.‍ | Етнички састав према попису из 2002.‍ |
| ------------------------------------ | ------------------------------------ | ------------------------------------ | ------------------------------------ | ------------------------------------ |
|                                      |                                      |                                      |                                      |                                      |
| Срби                                 | Срби                                 |                                      | 423                                  | 99,06%                               |
| Црногорци                            | Црногорци                            |                                      | 1                                    | 0,23%                                |
| Хрвати                               | Хрвати                               |                                      | 1                                    | 0,23%                                |
| непознато                            | непознато                            |                                      | 2                                    | 0,46%                                |

| Година пописа     | 1948. | 1953. | 1961. | 1971. | 1981. | 1991. | 2002. |
| ----------------- | ----- | ----- | ----- | ----- | ----- | ----- | ----- |
| Број домаћинстава | 85    | 86    | 95    | 96    | 105   | 125   | 142   |

| Број чланова      | 1  | 2  | 3  | 4  | 5  | 6 | 7 | 8 | 9 | 10 и више | Просек |
| ----------------- | -- | -- | -- | -- | -- | - | - | - | - | --------- | ------ |
| Број домаћинстава | 32 | 33 | 27 | 24 | 13 | 9 | 2 | 1 | 0 | 1         | 3,00   |

| Пол    | Укупно | Неожењен/Неудата | Ожењен/Удата | Удовац/Удовица | Разведен/Разведена | Непознато |
| ------ | ------ | ---------------- | ------------ | -------------- | ------------------ | --------- |
| Мушки  | 186    | 51               | 121          | 10             | 3                  | 1         |
| Женски | 180    | 20               | 121          | 31             | 8                  | 0         |
| УКУПНО | 366    | 71               | 242          | 41             | 11                 | 1         |

| Пол    | Укупно                    | Пољопривреда, лов и шумарство | Рибарство                            | Вађење руде и камена | Прерађивачка индустрија       |
| ------ | ------------------------- | ----------------------------- | ------------------------------------ | -------------------- | ----------------------------- |
| Мушки  | 113                       | 40                            | 0                                    | 2                    | 30                            |
| Женски | 67                        | 37                            | 0                                    | 1                    | 13                            |
| УКУПНО | 180                       | 77                            | 0                                    | 3                    | 43                            |
| Пол    | Производња и снабдевање   | Грађевинарство                | Трговина                             | Хотели и ресторани   | Саобраћај, складиштење и везе |
| Мушки  | 1                         | 8                             | 2                                    | 1                    | 4                             |
| Женски | 0                         | 0                             | 4                                    | 0                    | 1                             |
| УКУПНО | 1                         | 8                             | 6                                    | 1                    | 5                             |
| Пол    | Финансијско посредовање   | Некретнине                    | Државна управа и одбрана             | Образовање           | Здравствени и социјални рад   |
| Мушки  | 0                         | 9                             | 1                                    | 1                    | 2                             |
| Женски | 0                         | 1                             | 0                                    | 0                    | 3                             |
| УКУПНО | 0                         | 10                            | 1                                    | 1                    | 5                             |
| Пол    | Остале услужне активности | Приватна домаћинства          | Екстериторијалне организације и тела | Непознато            | Непознато                     |
| Мушки  | 0                         | 0                             | 0                                    | 12                   | 12                            |
| Женски | 0                         | 0                             | 0                                    | 7                    | 7                             |
| УКУПНО | 0                         | 0                             | 0                                    | 19                   | 19                            |

## Галерија
- село Јасеница - панорама - поглед према југоистоку
- село Јасеница - панорама - поглед према југоистоку
- село Јасеница - панорама